# 日满军人会馆

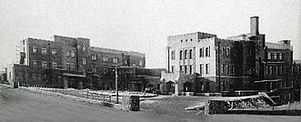
日满军人会馆

日满军人会馆位于新京市新发路602号（今长春市 新发路806号），为日本关东军司令部专用的集会和接待场所。会馆设有客房，也提供游戏、餐饮和娱乐服务，对关东军和满洲国军人开放。
会馆的一期工程占地面积33100平方米，于1935年6月5日动工，同年12月15日竣工，造价32.5万元。建筑采用钢筋混凝土结构，地上三层，半地下室一层，建筑面积3176平方米。二期工程位于一期工程的南部，于1937年落成。
大楼平面呈L型，楼体腰线以下用虎皮石装饰，腰线以上贴紫褐色面砖，车廊上方及楼体的檐部设有垛口，造型厚重而神秘，颇俱西洋城堡之风。
该建筑1954年以后由吉林省公安厅、吉林省国家安全厅使用，2000年5月拆除。